# Azat
Der Asat (armenisch Ազատ) ist ein linker Nebenfluss des Aras in den armenischen Provinzen Ararat und Kotajk.
Der Asat entspringt an der Westflanke des Aschdahak, dem höchsten Berg des Geghamgebirges. Von dort durchfließt er in überwiegend südwestlicher Richtung das Chosrow-Reservat. Das am Oberlauf des Asat gelegene Geghard-Kloster gehört zum UNESCO-Weltkulturerbe. Der Fluss strömt an der Kleinstadt Garni vorbei. Später wird er von der Asat-Talsperre zur Energiegewinnung und zu Bewässerungszwecken aufgestaut. Schließlich mündet der Asat in den Aras. Der Asat hat eine Länge von 55 km. Er entwässert ein Areal von 572 km². Der mittlere Abfluss beträgt 4,88 m³/s.